# Delphyre albiventus
Delphyre albiventus är en fjärilsart som beskrevs av Druce 1898. Delphyre albiventus ingår i släktet Delphyre och familjen björnspinnare. Inga underarter finns listade i Catalogue of Life.